# Плімутські брати
Плімутські брати (англ. Plymouth Brethren, «бретрени», «дарбісти») — консервативна релігійна група протестантської спрямування, що утворилася в першій чверті XIX століття на території Англії та Ірландії.
Плімутські брати дотримуються позиції біблійного фундаменталізму та диспенсаціоналістичних поглядів. Так, практично всі нинішні напрями цього руху визнають цілковиту богонатхненність Біблії і вірять у майбутнє друге пришестя Христа до настання тисячолітнього царства (преміленаризм). Організаційно громади (церкви) плімутських братів повністю автономні, клір відсутній. Через децентралізованість руху оцінити його чисельність складно: її оцінюють від 0,4 млн осіб (так звані замкнені плімутські брати) до 2,4 млн осіб.
Віровчення засноване на доктрині Жана Кальвіна, зокрема, поширена теза: «Хто одного разу врятований, той навіки врятований». Головний напрямок проповіді в їхніх громадах: виправдання виключно за вірою (без справ) і проповідь покаяння для грішників (тобто тих, хто ще не спасенний). Богослужіння та проповіді проводять як брати, так і сестри, сповідується рівноправність. У громадах плімутських братів можна зустріти людей із різних християнських деномінацій (п'ятидесятників, баптистів, лютеран та інших). Карта громад плімутських братів здебільшого збігається з картою колоніальних володінь колишньої Британської Імперії.
Свої витоки плімутські брати, на думку Едмунда Бродбента (книга The Pilgrim Church), відносять до перших християн через численні християнські підтечії всередині Католицької церкви протягом століть.

## Історія
Початок руху поклала праця англіканського священника Джона Нельсона Дарбі (1800—1882), якого вважають одним із засновників диспенсаціоналістської теології. Першу постійну громаду створено 1829 року в Плімуті (Англія), невдовзі подібні громади утворилися в Лондоні та Дубліні (Ірландія). У середині XIX століття перші громади плімутських братів з'явилися в США, де рух не лише поширився, але й вплинув на віровчення низки інших протестантських деномінацій.
Представники руху є і в Західній Європі та, наприклад, в Індії.

## Основні течії
Серед плімутських братів від 1848 року існує дві основні течії: «відкриті» і «замкнуті» брати. Доктринальна різниця між ними полягає у ставленні до причастя, до якого в деяких «відкритих» громадах допускають усіх охочих християн, а в замкнутих — лише їхніх членів.
У сфері церковної дисципліни різниться ставлення до відлучення від громади. Так, якщо у «відкритих» об'єднаннях відлученого від однієї громади члена може бути допущено до прийняття причастя в іншій громаді, якщо вона не вважає накладене стягнення справедливим, то в «замкнутих» об'єднаннях рішення однієї громади про відлучення свого члена є обов'язковим для визнання та дотримання всіма іншими групами.
Також зазначені напрямки відрізняються ставленням до міжконфесійної співпраці. Якщо «відкриті» брати підтримують контакти з представниками інших напрямів євангельського християнства, беручи участь у спільних місіонерських акціях та інших релігійних заходах, то «замкнені», як правило, не підтримують зв'язків із християнськими об'єднаннями, які не належать до руху плімутських братів.

## Відомі представники
- Джон Нельсон Дарбі[en] — один із засновників диспенсаціоналістської теології.
- Чарльз Генрі Макінтош[en] — відомий британський богослов-диспенсаціоналіст.
- Георг Мюллер — проповідник і педагог прусського походження, засновник численних притулків для сиріт у Великій Британії.